# Berlin-Gatow
Berlin-Gatow  est un des neuf quartiers de l'arrondissement de Spandau dans la capitale allemande.

## Population
Le quartier comptait 4 232 habitants le 1er janvier 2017 selon le registre des déclarations domiciliaires, c'est-à-dire 418 hab./km2.